# Stinson L-5
Die Stinson L-5 „Sentinel“ (Werksbezeichnung Vultee Model 76) war ein leichtes Verbindungs- und Aufklärungsflugzeug der US-Streitkräfte, das von der Stinson Aircraft Corporation aus dem Ende der 1930er Jahre entwickelten Leichtflugzeug Stinson 105 abgeleitet wurde. Ab November 1939 war Stinson Teil der Vultee Aircraft Inc., sodass sich die Modellnummer 76 in die Vultee-Sequenz einreiht.
Die L-5 war eines der wichtigsten amerikanischen Flugzeuge des Zweiten Weltkrieges, obwohl zahlenmäßig und hinsichtlich der Popularität von der Piper L-4 übertroffen. Fast 3600 wurden in Wayne, Michigan, zwischen 1942 und 1945 hergestellt, einige hundert existieren noch heute. Als wahres Arbeitspferd der US Army Air Forces absolvierte die L-5 eine Vielzahl von verschiedenartigen Einsätzen, wie den Transport von Offizieren zwischen den Stützpunkten (Verbindungsflugzeug), Such- und Rettungsdienst, Fotoaufklärung, Kurierdienst, Versorgungseinsätze und Artilleriebeobachtung. Die kurze Start- und Landestrecke ermöglichte den Einsatz unter einfachen Bedingungen außerhalb von befestigten Landebahnen. Das Flugzeug und deren Besatzungen wurden von den Bodentruppen mit anerkennenden Spitznamen wie „Flying Jeep“ (Deutsch: „Fliegender Jeep“) oder „Jungle-Angel“ (Deutsch: „Dschungel-Engel“) bedacht.

## Geschichte

### Vorgeschichte
Im März 1940 hatte das USAAC auf dem Wright Field ein Vergleichsfliegen abgehalten, bei dem ein kostengünstiger Nachfolger zu der aufwendig zu produzierenden Stinson L-1 (Vultee Model 74) gefunden werden sollte. Stinson nahm mit einem modifizierten Model 10 (HW-80) der Stinson 105, die ein Plexiglasdach erhalten hatte, daran teil. Die Beurteilung war zwar gut, die Rolleigenschaften bei schwierigen Bodenverhältnissen wurden jedoch, genauso wie bei den anderen sechs Konkurrenten, als ungenügend eingeschätzt. Als Konsequenz der Erprobungsergebnisse konstruierte A. P. Fontaine, der auch schon die L-1 entworfen hatte, die Model 75B (in der Vultee Benennungssequenz) mit zwei Sitzen in Tandemanordnung und einem 100-PS-Lycoming O-235. Der Erstflug der Maschine (Kennzeichen NX27711), die als erster Prototyp der Stinson L-5 angesehen werden kann, war am 19. Juni 1940. Im August wurde der Motor durch einen Franklin 6AC-264-F2 mit 120 PS ersetzt. Die nur einmal gebaute Model 75B war damit der Urvater der im Zweiten Weltkrieg als Flying Jeep bekannt gewordenen L-5.

### Entwicklung
Fontaine entwickelte das Model 75B weiter zum Model 76, das einen größeren Rumpf und ein höheres Gewicht aufwies. Er behielt jedoch die ursprüngliche, in Holz ausgeführte Tragfläche der Stinson 105 bei. Die Kabine erhielt eine vergrößerte Verglasung, die nun auch den hinteren Bereich einschloss, wobei die Seitenfenster, zur Verbesserung der Sichtverhältnisse nach außen geneigt waren. Anders als im Model 10 der Stinson 105, die nur in der rechten Flügelwurzel einen Tank hatte, wurde hier auch auf der linken Seite ein zweiter Tank installiert.
Der mit einem 175 PS leistenden Lycoming-Motor ausgerüstete Prototyp des Modells 76 (NX27772) flog erstmals am 28. Juni 1941. Ein Trudeltest, der beinahe mit einem Absturz endete, zeigte, dass der über die gesamte Spannweite reichende feste Vorflügel zu einer unsymmetrischen Auftriebsverteilung und damit zu einem nicht mehr kontrollierbaren Flachtrudeln führen kann. Abhilfe schaffte eine Verkürzung des Vorflügels auf die halbe Spannweite, wie schon beim Model 10, und etwas größere Leitwerksflächen. Mit den damit erreichten STOL-Eigenschaften reichte eine Startstrecke von 200 m um ein Hindernis von 15 m Höhe zu überfliegen.
Der Durchbruch für die Bestellung von 275 Flugzeugen durch die Armee kam mit der Verwendung des 185 PS starken Lycoming O-435-1, der in einen Prototyp mit vergrößertem Seitenleitwerk und anderen Verbesserungen eingebaut wurde. Bis 1942 wurden 1700 L-5 „Sentinel“ von der Armee bestellt, und mit zusätzlichen Mitteln aus dem Kongress weitere 2400 bis 1945. Im Produktionsverlauf entstanden verbesserte Versionen wie die L-5B, L-5C, L-5E und die L-5G.
Die Produktion endete im November 1945 nach 3590 an die USAAF gelieferten Exemplaren. Aufträge über 900 weitere Maschinen waren storniert worden. Im Jahr 1948 stattete die NACA in Langley Field eine L-5E mit Schalldämpfer und einem Fünfblatt-Propeller aus, wobei die Drehzahl auf 1000 min−1 über ein Getriebe gesenkt wurde. Trotz der Verringerung des Geräuschpegels von 99 auf 66 Dezibel (was einer Senkung um 90 % entspricht) konnte der Umbau wegen des höheren Gewichts nicht entsprechend der angedachten Verwendung als tieffliegendes Stealth-Flugzeug verwendet werden.

### Einsatz
Die L-5 war während des Zweiten Weltkriegs auf allen Kriegsschauplätzen im Einsatz. Neben der USAAF und US Navy setzte auch die US Marines (USMC) die OY-Sentinel im Pazifikkrieg bei den Beobachterstaffeln VMO-3, VMO-4 und VMO-5 ein, unter anderem auch von Jeep Carriern wie der White Plains. Im September 1943 nahm eine L-5 an Versuchen mit dem Brodie-System teil. Die Marines statteten einzelne Maschinen auch mit provisorisch angebauten Bazookas aus.
Mit Ausbruch des Koreakriegs setzten die US-amerikanischen Streitkräfte die L-5 wieder in ihrer ursprünglichen Rolle ein. Die USAF stellte die L-5 zwar 1953 außer Dienst, kaufte jedoch vier Jahre später eine L-5G (57-6278), die sie als Schleppflugzeug für die Air Force Academy ausrüsteten. Dieses Flugzeug wurde 1962 in U-19B umbenannt. Die wenigen noch bei der US Army vorhandenen L-5 erhielten die neue Bezeichnung U-19A
Die letzten USMC-Sentinel waren OY-2 der VMO-6, die von August 1950 bis April 1952 bis zum Eintreffen der Cessna L-19 „Bird Dog“ in Korea stationiert waren.
Bis 1957 blieben die L-5 in den Streitkräften USA, Japan und Europa im Einsatz. Danach wurden viele Flugzeuge von zivilen Eigentümern weiterbetrieben, unter anderem als Segelschleppflugzeug in Vereinen, für Bannerschlepp und Vermessung.
Die Royal Air Force übernahm 40 L-5 als Sentinel I und 60 L-5B (Sentinel II), die in Burma bei der No. 194 Squ. eingesetzt wurden. Die USAAF lieh eine Maschine (42-99129) an die australische Luftwaffe (RAAF) aus und eine andere (42-99186) wurde in der Schweiz interniert und erhielt dort das Dienstkennzeichen A-96.

### Weitere Betreiber und zivile Verwendung
Zumindest ein Exemplar wurde auch von der indonesischen Luftwaffe verwendet. Größere Stückzahlen erhielten die Luftstreitkräfte von Äthiopien, Griechenland, Japan, die Republik Korea, Mexiko, die Philippinen, Thailand und Italien. Der größte zivile Nutzer der L-5 außerhalb der USA ist Indien, wo Ende der 1980er Jahre noch über 200 Exemplare registriert waren. In den USA erhielt die L-5 im Dezember 1945 die Musterzulassung, wonach der gesamte noch vorhandene Bestand an Flugzeugen und Ersatzteilen von der Sentinel Aircraft Inc. erworben wurde. Möglicherweise hat das Unternehmen noch einzelne Maschinen aus Ersatzteilen hergestellt. Einige Hundert militärische L-5 wurden an die zivile Verwendung angepasst. In den USA waren etwa 150 L-5 Ende der 1980er Jahre noch flugtüchtig.

## Varianten
Alle Varianten erhielten eine USAAF-Seriennummer, die erst nach der Abgabe an die US Navy, US Marine Corps und Royal Air Force in Seriennummern des jeweiligen Betreibers geändert wurde.
O-62185-PS-O-435-1, 12-V-Elektriksystem, 275 Flugzeuge gebaut und während der Produktion in L-5 umbenannt. 1538 weitere Exemplare wurden direkt als L-5 gebaut. Die etwa fünf 1962 noch vorhandenen Maschinen wurden in U-19A umbenannt.
L-5AVariante mit 24-Volt-Elektriksystem, Auftrag wurde storniert
L-5Bmit Klappe auf rechter Seite hinter dem Beobachtersitz für Tragentransport oder Last von 90 kg, Rumpf hat größere Tiefe, Vorrichtung für Schwimmeranbau, 730 Exemplare gebaut
L-5Cähnlich L-5B mit K-20-Kamera eingebaut, 200 gebaut
L-5Dauf L-5C-Standard während der Dienstzeit umgebaute L-5B
L-5Ewie L-5C, aber mit verbesserten STOL-Fähigkeiten durch um 15Grad geneigte Querruder, zusätzlich auch größere Bremsen, 750 gebaut
XL-5Feine Maschine aus L-5B umgebaut, mit 24-Volt-Elektriksystem und anderer Funkausrüstung
L-5Gwie XL-5F, mit 190-PS-O-435-11, Verstellpropeller, höheres Startgewicht, 115 gebaut, 785 storniert
OY-1306 L-5/B/E wurden an die US Navy und das US Marine Corps mit neuen Bureau-Nummern weitergegeben. 152 weitere Maschinen erhielten keine neuen Dienst-Seriennummern.
OY-2Umbenennung im Dezember 1948 für alle OY-1 mit einem 24-Volt-Elektriksystem

## Produktion
Abnahme der L-5 durch die USAAF: 
| Version  | 1942 | 1943  | 1944  | 1945  | SUMME |
| -------- | ---- | ----- | ----- | ----- | ----- |
| O-62/L-5 | 10   | 956   | 847   |       | 1.813 |
| L-5B     |      | 160   |       | 552   | 712   |
| L-5C     |      |       | 200   |       | 200   |
| L-5E     |      |       | 314   | 436   | 750   |
| L-5G     |      |       |       | 115   | 115   |
| Summe    | 10   | 1.116 | 1.361 | 1.103 | 3.590 |

## Technische Daten

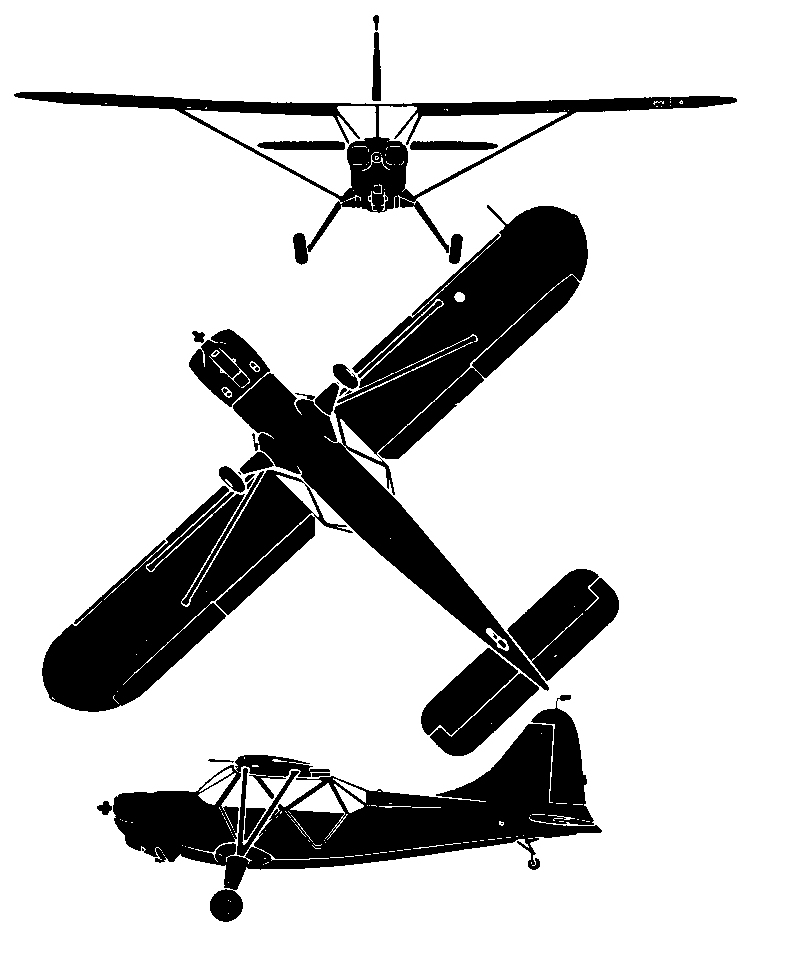
Dreiseitenriss der L-5

| Kenngröße             | Daten der L-5                   | Daten der OY-2                   |
| --------------------- | ------------------------------- | -------------------------------- |
| Besatzung             | 1 Pilot + 1 Beobachter          | 1 Pilot + 1 Beobachter           |
| Länge                 | 7,32 m                          |                                  |
| Spannweite            | 10,37 m                         |                                  |
| Höhe                  | 2,41 m                          |                                  |
| Flügelfläche          | 14,40 m2                        |                                  |
| Leermasse             | 668 kg                          | 726 kg                           |
| Startmasse            | 992 kg                          | 1028 kg                          |
| Höchstgeschwindigkeit | 206 km/h                        | 202 km/h                         |
| Marschgeschwindigkeit | 185 km/h                        |                                  |
| Dienstgipfelhöhe      | 4800 m                          | 4760 m                           |
| max. Steigrate        | 975 ft/min                      | 900 ft/min                       |
| Reichweite            | 620 km                          | 571 km                           |
| Triebwerke            | 1 × Lycoming O-435-A mit 190 PS | 1 × Lycoming O-435-11 mit 190 PS |